# Fecskefejű virágjáró
A fecskefejű virágjáró (Dicaeum hirundinaceum) a madarak osztályának verébalakúak (Passeriformes) rendjébe és a virágjárófélék (Dicaeidae) családjába tartozó faj.

## Rendszerezése
A fajt George Shaw és Frederick Polydore Nodder írták le 1792-ben, a Motacilla nembe Motacilla hirundinacea néven.

## Alfajai
- Dicaeum hirundinaceum fulgidum P. L. Sclater, 1883
- Dicaeum hirundinaceum hirundinaceum (Shaw, 1792)
- Dicaeum hirundinaceum ignicolle G. R. Gray, 1858
- Dicaeum hirundinaceum keiense Salvadori, 1874[2]

## Előfordulása
Ausztrália területén honos. Természetes élőhelyei a szubtrópusi és trópusi síkvidéki esőerdők, mangroveerdők, lombhullató erdők, cserjések és szavannák, folyók és patakok környékén, valamint vidéki kertek. Állandó, nem vonuló faj.

## Megjelenése
Testhossza 9 centiméter. A hím feje és szárnya fekete kék ragyogással. Torka és mellkasa élénk piros. Hasa fehér, közepén egy fekete csíkkal. A fara alsó része rózsaszínes. A tojó feje, háta és szárnyai szürkék, hasa fehér közepén egy szürke csíkkal. Fara halvány vörös színű. A fiatal madár hasonlít a tojóra, de tollazatának színe sápadtabb.
|  |  |

## Életmódja
Gyors és kiszámíthatatlan természetű. Egyedül vagy párban él. Kedvenc tápláléka a fagyöngy termése, de megeszi a nektárt és a virág szirmát, valamint rovarokat is fogyaszt.

## Szaporodása
Szaporodási ideje szeptembertől márciusig tart. Kupola alakú függő fészkét fákra készíti a tojó. Fészekalj 3 tojásból áll, melyen a tojó kotlik. A fiókákat mindkét szülő eteti, a fészekben töltött idő a kikelés után 15 nap.

## Természetvédelmi helyzete
Az elterjedési területe rendkívül nagy, egyedszáma pedig stabil. A Természetvédelmi Világszövetség Vörös listáján nem fenyegetett fajként szerepel.